# AS04
AS04 ist ein Adjuvans, welches in der Impfstoffherstellung als pharmazeutischer Hilfsstoff eingesetzt wird. Es besteht aus einem Komplex, der sich aus einem Aluminiumsalz und Monophosphoryl-Lipid-A (3-O-Desacyl-4′-monophosphoryl Lipid A, MPL) zusammensetzt. MPL ist dabei eine detoxifizierte Form des Lipopolysaccharids (LPS), was aus den Bakterienzellwänden von Salmonella minnesota gewonnen wird. Nach Abspaltung einer Phosphatgruppe und eines Fettsäurerests erhält man MPL aus LPS.
MPL in AS04 aktiviert den Toll-like-Rezeptor TLR4, wodurch gezielt zytotoxische T-Zellen angesprochen werden. Im Vergleich zu MPL geschieht dies bei LPS aber nicht auf dieselbe Weise, was möglicherweise an der fehlenden Phosphatgruppe bei MPL liegt. Dadurch wird eine verstärkte und lange anhaltende Immunantwort ausgelöst, die hilft Impf-Antigene einzusparen. Bei HPV-Impfungen hat sich dies im Vergleich zu rein aluminiumhaltigen Adjuvanzien gezeigt. Die frühe Immunreaktion wird durch MPL, nicht durch die enthaltenen Aluminiumsalze vermittelt. Letztere verlängern diese Reaktion aber.
Zurzeit wird AS04 (MPL adsorbiert an wasserhaltiges Aluminiumhydroxid) im HPV-Impfstoff Cervarix eingesetzt, die Variante AS04C (MPL adsorbiert an Aluminiumphosphat) im Hepatitis-B-Impfstoff Fendrix.